# Конор Вашингтон
Конор Вашингтон (англ. Conor Washington, нар. 18 травня 1992, Чатем, Англія) — північноірландський футболіст, нападник національної збірної Північної Ірландії та англійського клубу «Дербі Каунті».

## Клубна кар'єра
Конор народився в Англії, його мати та бабуся за походженням шотландки і він право виступати за збірну Шотландії але згодом обрав Північну Ірландію.
Вашингтон вихованець англійського клубу «Сейнт Айвс Таун» в якому і дебютував в основному складі команди в 2009 році. В південній футбольній лізі нападник відіграв три сезони.
1 жовтня 2012 приєднався до валлійського клубу «Ньюпорт Каунті». За цей перехід клуб заплатив суму £5,000. Відіграв за команду з Ньюпорту наступні два сезони своєї ігрової кар'єри.
28 січня 2014 року Конор переходить до англійського клубу «Пітерборо Юнайтед». Відіграв за команду з Пітерборо два сезони своєї ігрової кар'єри провівши 82 матчі та забив 27 голів.
Своєю грою за останню команду привернув увагу представників тренерського штабу клубу «Квінз Парк Рейнджерс», до складу якого приєднався 19 січня 2016 року. Наразі в складі команди з західного Лондону провів 55 матчів в яких забив 7 м'ячів.
«Бірмінгем Сіті» висловив бажання влітку 2017 викупити контракт Конора в «Квінз Парк Рейнджерс».
31 серпня 2018 року Вашингтон уклав однорічний контракт з клубом «Шеффілд Юнайтед».
У червні 2019 року Конор підписав дворічний контракт з шотландською командою «Гартс».
13 серпня 2020 року Конор уклав дворічну угоду з клубом «Чарльтон Атлетік».
27 травня 2022 року нападник перейшов до команди «Ротергем Юнайтед».
7 липня 2023 року Вашингтон уклав угоду з «Дербі Каунті».

## Виступи за збірні
2016 року дебютує в складі національної збірної Північної Ірландії. У червні 2016 отримав запрошення до складу збірної для участі в ЄВРО 2016. Наразі в складі національної збірної провів 39 матчів, забив 6 голів.

## Статистика виступів

### Статистика клубних виступів
Станом на 18 березня 2017
| Сезон                         | Команда                       | Чемпіонат                     | Чемпіонат | Чемпіонат | Національний кубок | Національний кубок | Національний кубок | Континентальні кубки | Континентальні кубки | Континентальні кубки | Інші змагання | Інші змагання | Інші змагання | Усього | Усього |
| Сезон                         | Команда                       | Ліга                          | Ігор      | Голів     | Ліга               | Ігор               | Голів              | Ліга                 | Ігор                 | Голів                | Ліга          | Ігор          | Голів         | Ігор   | Голів  |
| ----------------------------- | ----------------------------- | ----------------------------- | --------- | --------- | ------------------ | ------------------ | ------------------ | -------------------- | -------------------- | -------------------- | ------------- | ------------- | ------------- | ------ | ------ |
| 2012-2013                     | «Ньюпорт Каунті»              | НЛ                            | 15+1      | 1+0       | -                  | -                  | -                  | -                    | -                    | -                    | -             | -             | -             | 16     | 1      |
| 2013-2014                     | «Ньюпорт Каунті»              | 2Л                            | 23        | 4         | КА+КФЛ+ТФЛ         | 3+2+3              | 0+1+2              | -                    | -                    | -                    | -             | -             | -             | 31     | 7      |
| Усього за «Ньюпорт Каунті»    | Усього за «Ньюпорт Каунті»    | Усього за «Ньюпорт Каунті»    | 38+1      | 5+0       | -                  | 3+2+3              | 0+1+2              | -                    | -                    | -                    | -             | -             | -             | 47     | 8      |
| 2013-2014                     | Пітерборо Юнайтед             | ПФЛ                           | 17+2      | 4+1       | КА+КФЛ+ТФЛ         | 0                  | 0                  | -                    | -                    | -                    | -             | -             | -             | 19     | 5      |
| 2014-2015                     | Пітерборо Юнайтед             | ПФЛ                           | 40        | 12        | КА+КФЛ+ТФЛ         | 2+1+1              | 0+0+0              | -                    | -                    | -                    | -             | -             | -             | 44     | 12     |
| 2015-2016                     | Пітерборо Юнайтед             | ПФЛ                           | 25        | 10        | КА+КФЛ+ТФЛ         | 3+2+1              | 4+1+0              | -                    | -                    | -                    | -             | -             | -             | 31     | 15     |
| Усього за «Пітерборо Юнайтед» | Усього за «Пітерборо Юнайтед» | Усього за «Пітерборо Юнайтед» | 82+2      | 26+1      | -                  | 5+3+2              | 4+1+0              | -                    | -                    | -                    | -             | -             | -             | 94     | 32     |
| 2015-2016                     | Квінз Парк Рейнджерс          | ЧФЛ                           | 15        | 0         | КА+КФЛ             | 0+0                | 0+0                | -                    | -                    | -                    | -             | -             | -             | 15     | 0      |
| 2016-2017                     | Квінз Парк Рейнджерс          | ЧФЛ                           | 32        | 6         | КА+КФЛ             | 0+0                | 3+1                | -                    | -                    | -                    | -             | -             | -             | 35     | 7      |
| Усього за кар'єру             | Усього за кар'єру             | Усього за кар'єру             | 167+3     | 37+1      | -                  | 18                 | 11                 | -                    | -                    | -                    | -             | -             | -             | 191    | 47     |

### Статистика виступів за збірну
| Дата      | Місто   | Господарі         | Результат | Гості             | Турнір               | Голи | Примітки |
| --------- | ------- | ----------------- | --------- | ----------------- | -------------------- | ---- | -------- |
| 24-3-2016 | Кардіфф | Уельс             | 1 – 1     | Північна Ірландія | товариський матч     | -    | 70'      |
| 28-3-2016 | Белфаст | Північна Ірландія | 1 – 0     | Словенія          | товариський матч     | 1    | 52'- 70' |
| 27-5-2016 | Белфаст | Північна Ірландія | 3 – 0     | Білорусь          | товариський матч     | 1    | 61'      |
| 4-6-2016  | Трнава  | Словаччина        | 0 – 0     | Північна Ірландія | товариський матч     | -    | 55'      |
| 12-6-2016 | Ніцца   | Польща            | 1 – 0     | Північна Ірландія | ЧЄ 2016 - 1-й етап   | -    | 66'      |
| 16-6-2016 | Ліон    | Україна           | 0 – 2     | Північна Ірландія | ЧЄ 2016 - 1-й етап   | -    | 83'      |
| 21-6-2016 | Париж   | Північна Ірландія | 0 – 1     | Німеччина         | ЧЄ 2016 - 1-й етап   | -    | 59'      |
| 25-6-2016 | Париж   | Уельс             | 1 – 0     | Північна Ірландія | ЧЄ 2016 - 1/8 фіналу | -    | 69'      |
| 8-10-2016 | Белфаст | Північна Ірландія | 4 – 0     | Сан-Марино        | Відбір до ЧС 2018    | -    | 65'      |
| Усього    |         | Матчів            | 9         |                   | Голів                | 2    |          |

## Титули і досягнення
Трофей Футбольної ліги (1):
- «Пітерборо Юнайтед»: 2013–14